# Гамбит Стаунтона
Гамбит Стаунтона — дебют, начинающийся ходами: 
1. d2-d4 f7-f5 

2. e2-e4 

Относится к полузакрытым началам.
Гамбит был предложен в середине XIX века английским шахматистом Говардом Стаунтоном.

## Идея гамбита
Белые, жертвуя пешку, получают хорошую фигурную игру и одновременно раскрывают королевский фланг чёрных. Гамбит Стаунтона был назван опровержением голландской защиты.

## Основные варианты
Отказ от взятия пешки e4 встречается очень редко, основной ответ в этом случае: 2. ... d6 (защита Балога)
Но чёрным выгоднее принять жертву и после 2. ... fxe4 3.Кc3 Кf6 выделяют:
- 4. g4 — вариант Тартаковера
- 4. Сg5 — вариант Стаунтона
  - 4. ... b6 — вариант Нимцовича
  - 4. ... c6 — вариант Чигорина
  - 4. ... g6 5. f3 — вариант Ласкера
  - 4. ... g6 5. h4 — вариант Алехина